# Villademor de la Vega
Villademor de la Vega és un municipi de la província de Lleó a la comunitat autònoma de Castella i Lleó. Forma part de la comarca d'Esla-Campos. Limita al nord amb San Millán de los Caballeros, a l'est amb el riu Esla i Valencia de Don Juan, a l'oest amb Laguna de Negrillos i al sud amb Toral de los Guzmanes.

## Demografia
| 1991 | 1996 | 2001 | 2004 |
| ---- | ---- | ---- | ---- |
| 542  | 492  | 442  | 451  |

## Imatges

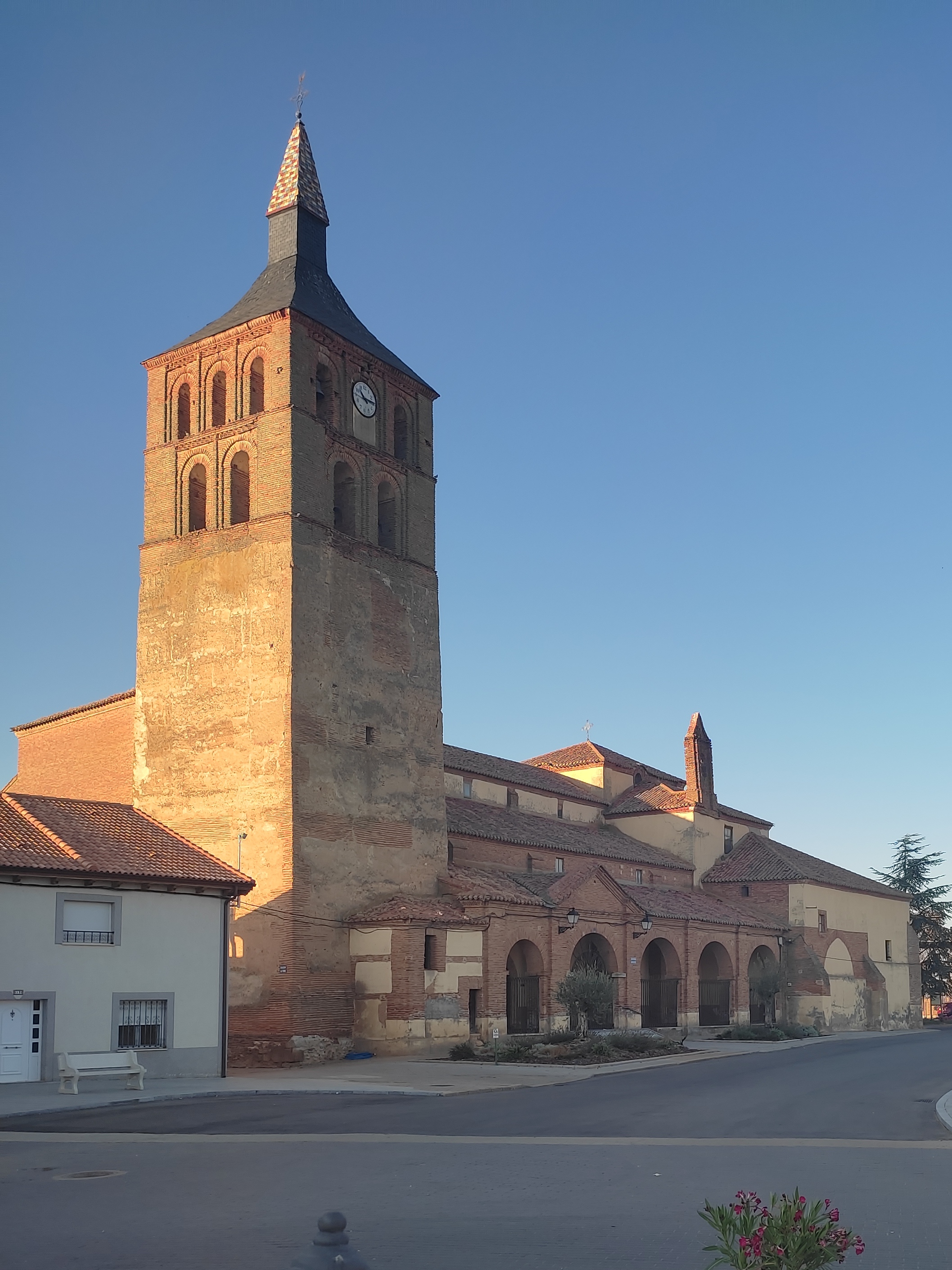
Església Parroquial de San Pedro
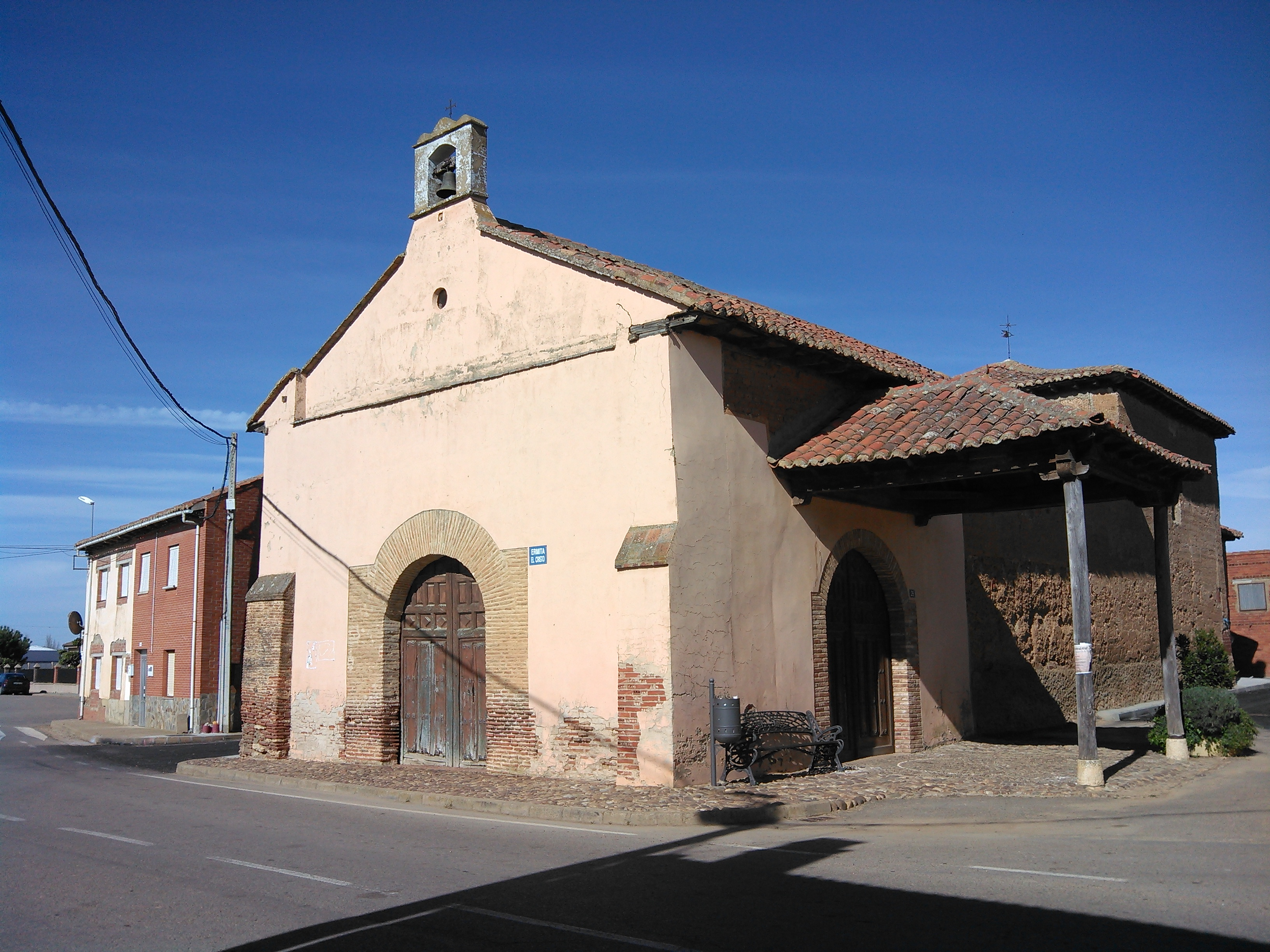
Església d'El Cristo
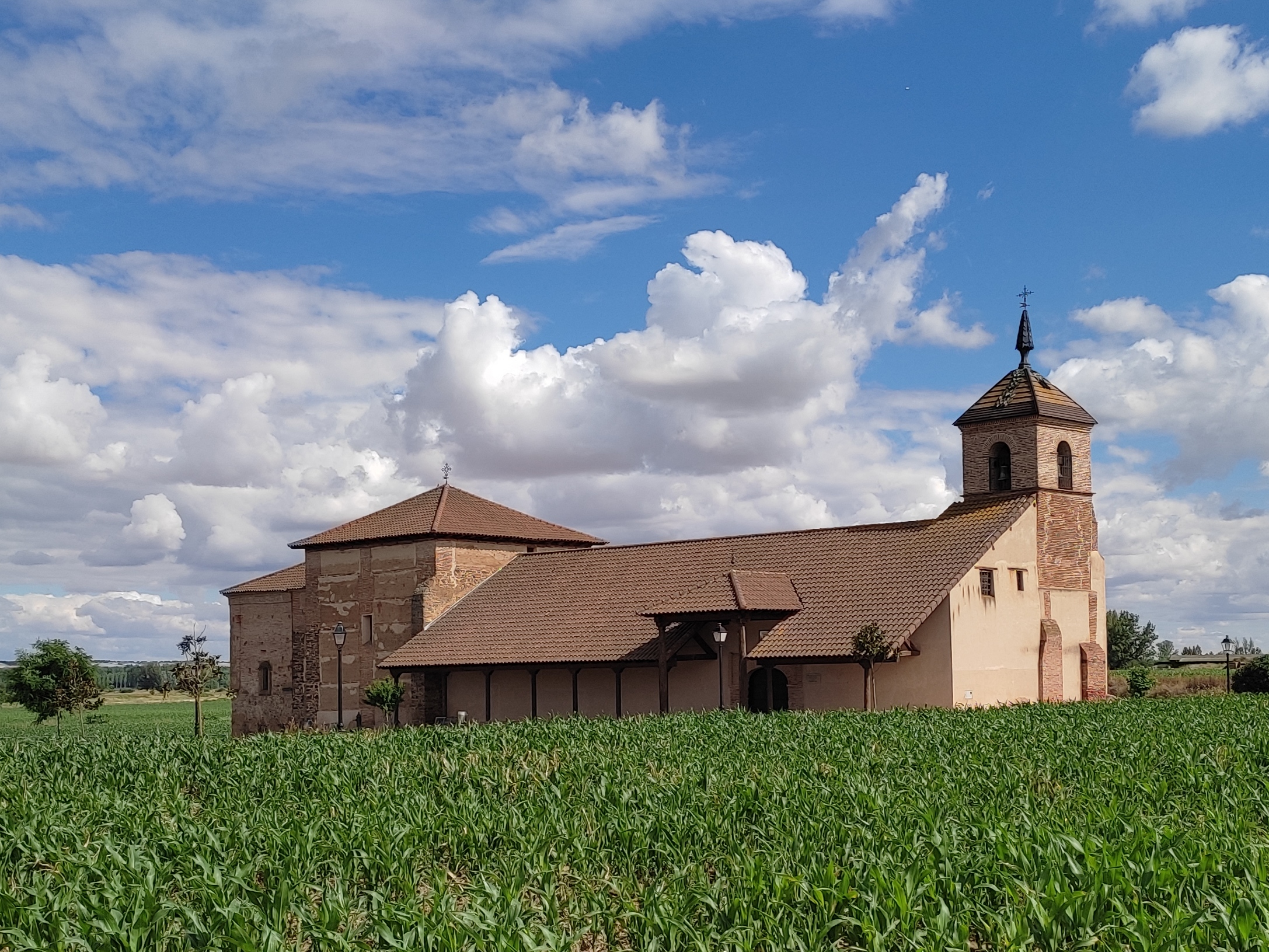
Ermita de la Piedad